# Bonfilsia tricolor
Bonfilsia tricolor là một loài bọ cánh cứng trong họ Cerambycidae.